# Colletes intermixtus
Colletes intermixtus là một loài Hymenoptera trong họ Colletidae. Loài này được Swenk mô tả khoa học năm 1905.